# Campionati austriaci di ski cross 2010
I Campionati austriaci di ski cross 2010 si sono svolti a Kreischberg il 17 febbraio. Il programma ha incluso sia la gara femminile che la gara maschile. 
Trattandosi di competizioni valide anche ai fini del punteggio FIS, vi hanno partecipato anche sciatori di altre federazioni, senza che questo consentisse loro di concorrere al titolo nazionale austriaca.

## Risultati

### Uomini
| Pos. | Atleta         | Nazione |
| ---- | -------------- | ------- |
| 1    | Markus Wittner | Austria |
| 2    | Klaus Waldner  | Austria |
| 3    | Thomas Zangerl | Austria |
| 4    | Andreas Matt   | Austria |

### Donne
| Pos. | Atleta         | Nazione |
| ---- | -------------- | ------- |
| 1    | Katrin Ofner   | Austria |
| 2    | Bianca Schmuck | Austria |
| 3    | Margit Walter  | Austria |
| 4    | Anja Hofbauer  | Austria |